# Dan Bain
Donald Henderson "Dan" Bain, född 14 februari 1874 i Belleville, Ontario, död 15 augusti 1962 i Winnipeg, var en kanadensisk multiidrottare och affärsman. Som idrottsman tävlade Bain inom bland annat ishockey, cykling, gymnastik, trapskytte och rullskridskoåkning. Med ishockeyklubben Winnipeg Victorias vann han två Stanley Cup som amatörspelare, 1896 och 1901.

## Karriär

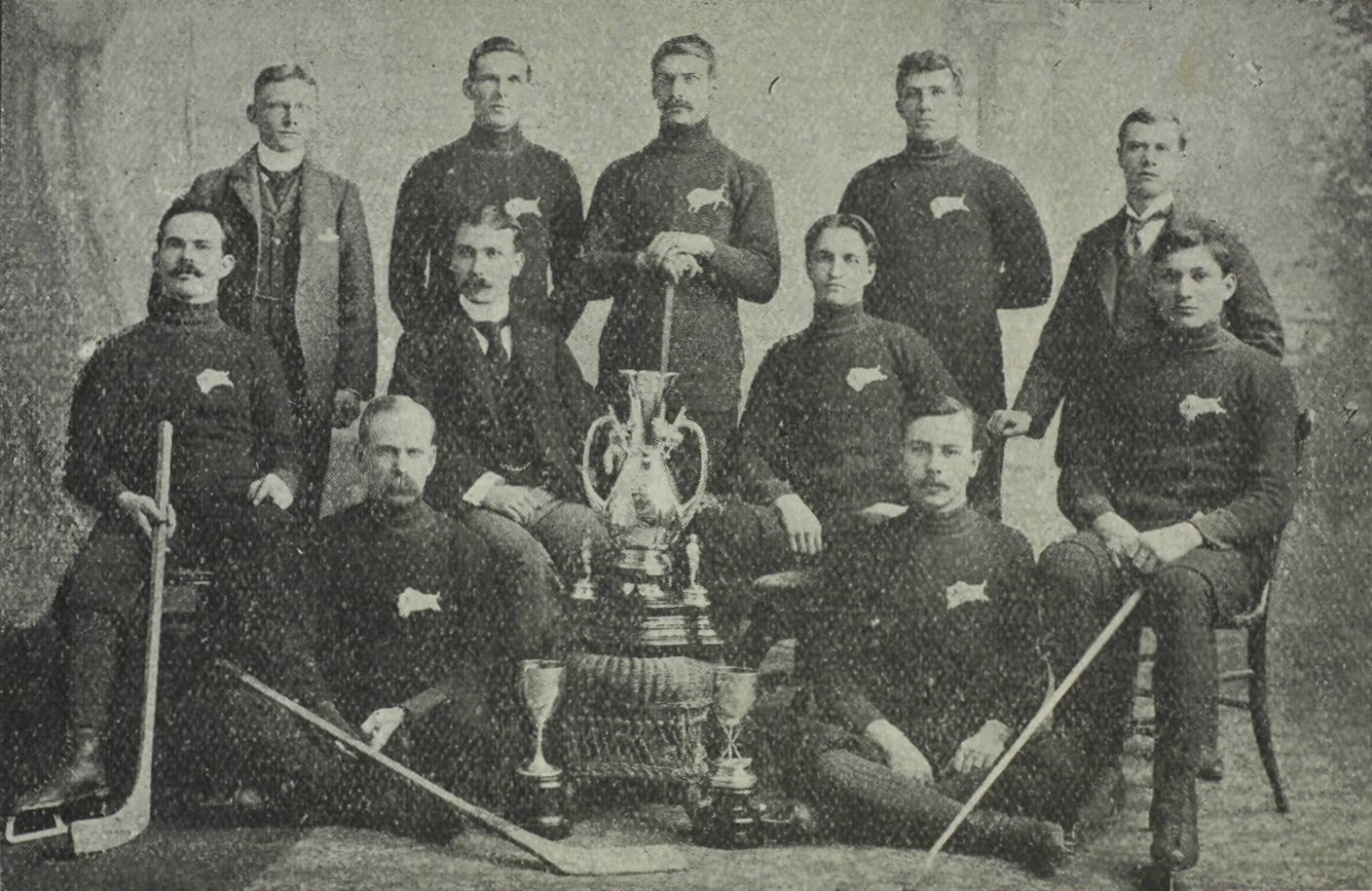
Dan Bain, längst till vänster i mellanraden, med Winnipeg Victorias 1899. Fotografi från boken Hockey: Canada's Royal Winter Game av Arthur Farrell.

Dan Bain föddes i Bellville i sydöstra Ontario 1874 men familjen, med påbrå från Caithness i Skottland, flyttade till Winnipeg i Manitoba 1880 då han var sex år gammal. Han var näst yngst i en barnaskara om sju syskon med fyra systrar och två bröder. Hans far James Henderson Bain var hästhandlare åt den brittiska regeringen innan han emigrerade till Montreal och hans mor Helen Miller var sömmerska. Bain visade först framfötterna som idrottsutövare 1887 då han 13 år gammal vann de provinsiella mästerskapen i rullskridskoåkning.

### Winnipeg Victorias
Dan Bain spelade för Winnipeg Victorias i Manitoba Hockey Association från säsongen 1894–95 fram till och med 1902. Han vann sin första Stanley Cup med klubben i februari 1896 då Montreal Victorias besegrades med siffrorna 2-0.
Bain vann sin andra Stanley Cup med Winnipeg Victorias 1901, denna gång som lagkapten. Victorias besegrade Montreal Shamrocks över två matcher med siffrorna 4-3 och 2-1. Bain gjorde själv segermålet till 2-1 i den andra matchen fyra minuter in på övertid. Victorias försvarade sedan Stanley Cup i januari 1902 mot Toronto Wellingtons efter två raka segrar med 5-3. I mars samma år förlorade dock laget trofén till Montreal AAA som vann matchserien över tre matcher med 2-1. Efter förlusten lade Bain av med ishockeyn.
1949 valdes Bain in som ärad medlem i Hockey Hall of Fame.

## Statistik
MHA = Manitoba Hockey Association
| 1894–95   | Winnipeg Victorias | MHA    | 3  | 10 | 0 | 10 | — | —  | —  | — | —  | — |
| 1895–96   | Winnipeg Victorias | MHA    | 5  | 10 | 3 | 13 | — | 2  | 3  | 0 | 3  | — |
| 1896–97   | Winnipeg Victorias | MHA    | 5  | 7  | 1 | 8  | — | —  | —  | — | —  | — |
| 1897–98   | Winnipeg Victorias | MHA    | 5  | 13 | 1 | 14 | — | —  | —  | — | —  | — |
| 1898–99   | Winnipeg Victorias | MHA    | 3  | 11 | 1 | 12 | — | 1  | 0  | 0 | 0  | 0 |
| 1899–1900 | Winnipeg Victorias | MHA    | 2  | 9  | 1 | 10 | 0 | 3  | 4  | 0 | 4  | — |
| 1900–01   | Winnipeg Victorias | MHA    | 3  | 3  | 0 | 3  | 1 | 2  | 3  | 0 | 3  | — |
| 1901–02   | Winnipeg Victorias | MHA    | 1  | 3  | 0 | 3  | 0 | 3  | 0  | 0 | 0  | 0 |
| Totalt    | Totalt             | Totalt | 27 | 66 | 7 | 73 | — | 11 | 10 | 0 | 10 | — |